# Паровская
Паровская — деревня в Тарногском районе Вологодской области.
Входит в состав Спасского сельского поселения, с точки зрения административно-территориального деления — в Верхнеспасский сельсовет.
Расстояние по автодороге до районного центра Тарногского Городка — 24 км, до центра муниципального образования Никифоровской — 9 км. Ближайшие населённые пункты — Синяковская, Дементьевская, Григорьевская.
По данным переписи в 2002 году постоянного населения не было.